# Utan närmare specifikation
Utan närmare specifikation, UNS är ett uttryck som ofta används inom medicinsk diagnostik då alltför få diagnoskriterier är uppfyllda för att en mer exakt diagnos skall kunna ställas. Även den engelska beteckningen Not Otherwise Specified (NOS) förekommer i svensk litteratur.
Uttrycket kan förekomma i en diagnos t.ex. i formen "Feber UNS".